# 上亞謝尼夫

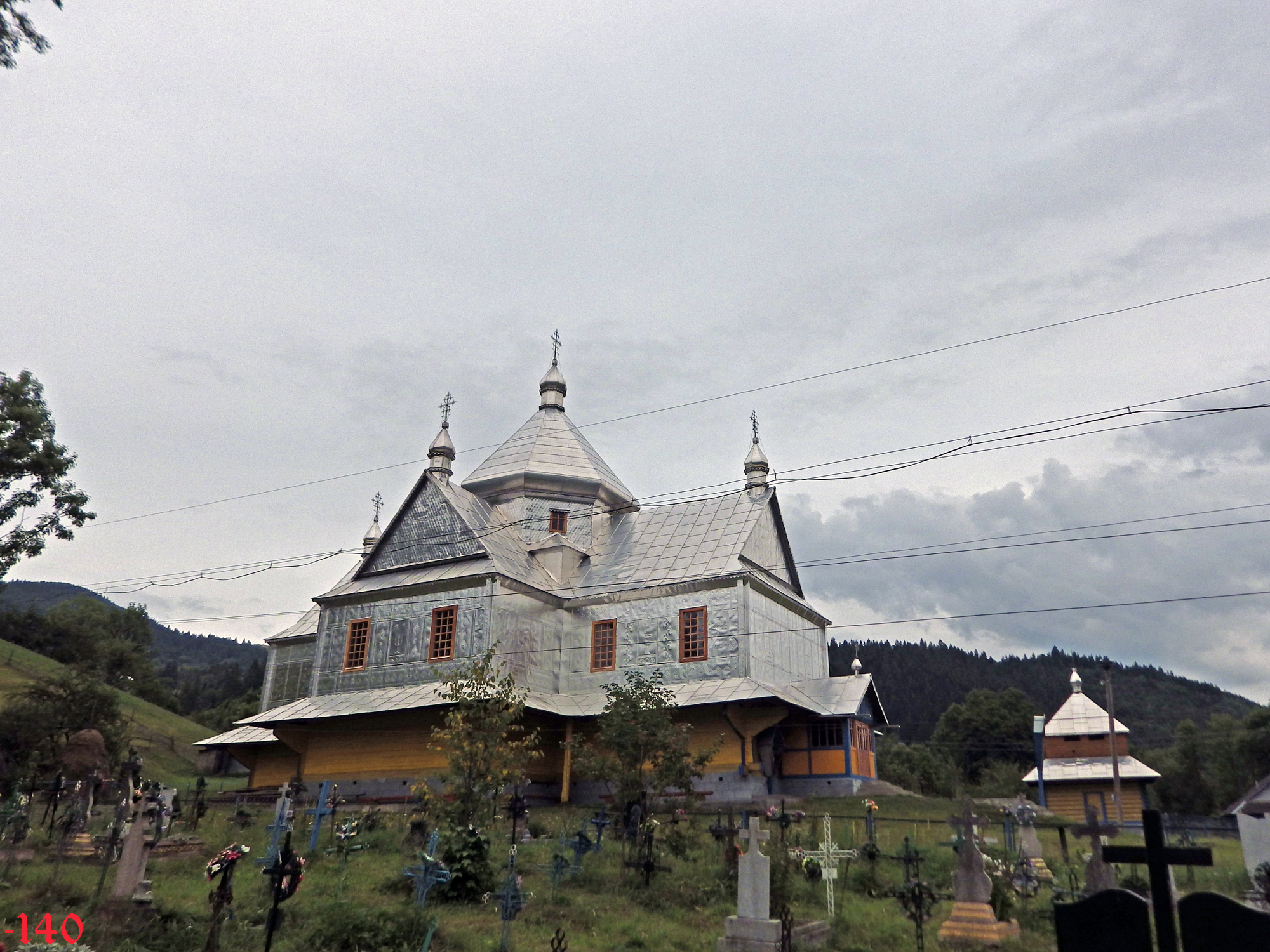
上亞謝尼夫

48°9′41″N 24°56′43″E / 48.16139°N 24.94528°E
上亞謝尼夫（烏克蘭語：Верхній Ясенів），是烏克蘭的村落，位於該國西部伊萬諾-弗蘭科夫斯克州，由韋爾霍維納區負責管轄，始建於1686年，面積15平方公里，2001年人口1,205，人口密度每平方公里80.3人。